# Теляж
Теляж — село в Україні, у Сокальській міській громаді Шептицького району Львівської області. Населення — 811 осіб за даними перепису 2001 року.

## Історія
Після Другої світової війни село опинилося у складі Польщі. 6-15 липня 1947 року під час операції «Вісла» польська армія виселила з Теляжа на щойно приєднані до Польщі північно-західні терени 14 українців. У селі залишилося 18 поляків.
За радянсько-польським обміном територіями 15 лютого 1951 року село передане до УРСР, а частина польського населення переселена до Нижньо-Устрицького району, включеного до складу ПНР. У 1952—1995 роках мав назву Ланкове.
З 17 липня 2020 року село у складі Сокальської міської громади.
19 липня 2020 року, в результаті адміністративно-територіальної реформи та ліквідації Сокальського району, село увійшло до складу новоутвореного Червоноградського (Шептицький) району.

## Церква
У селі розміщується дерев'яна церква Введення в храм Пресвятої Богородиці збудована 1883 року.